# Powiat Szamotulski
Der Powiat Szamotulski ist ein Powiat (Kreis) in der polnischen Woiwodschaft Großpolen. Der Powiat hat eine Fläche von 1119,55 km², auf der etwa 91.300 Einwohner leben. Die Bevölkerungsdichte beträgt 82 Einwohner/km² (2019). Durch den Powiat verlaufen die Woiwodschaftsstraßen DW 145 und DW 149.

## Gemeinden
Der Powiat umfasst acht Gemeinden, davon eine Stadtgemeinde, vier Stadt-und-Land-Gemeinden und drei Landgemeinden.

### Stadtgemeinde
- Obrzycko  (Obersitzko)

### Stadt-und-Land-Gemeinden
- Ostroróg (Scharfenort)
- Pniewy (Pinne)
- Szamotuły (Samter)
- Wronki (Wronke)

### Landgemeinden
- Duszniki (Duschnik)
- Kaźmierz  (Kazmierz)
- Obrzycko